# Masterizzatore

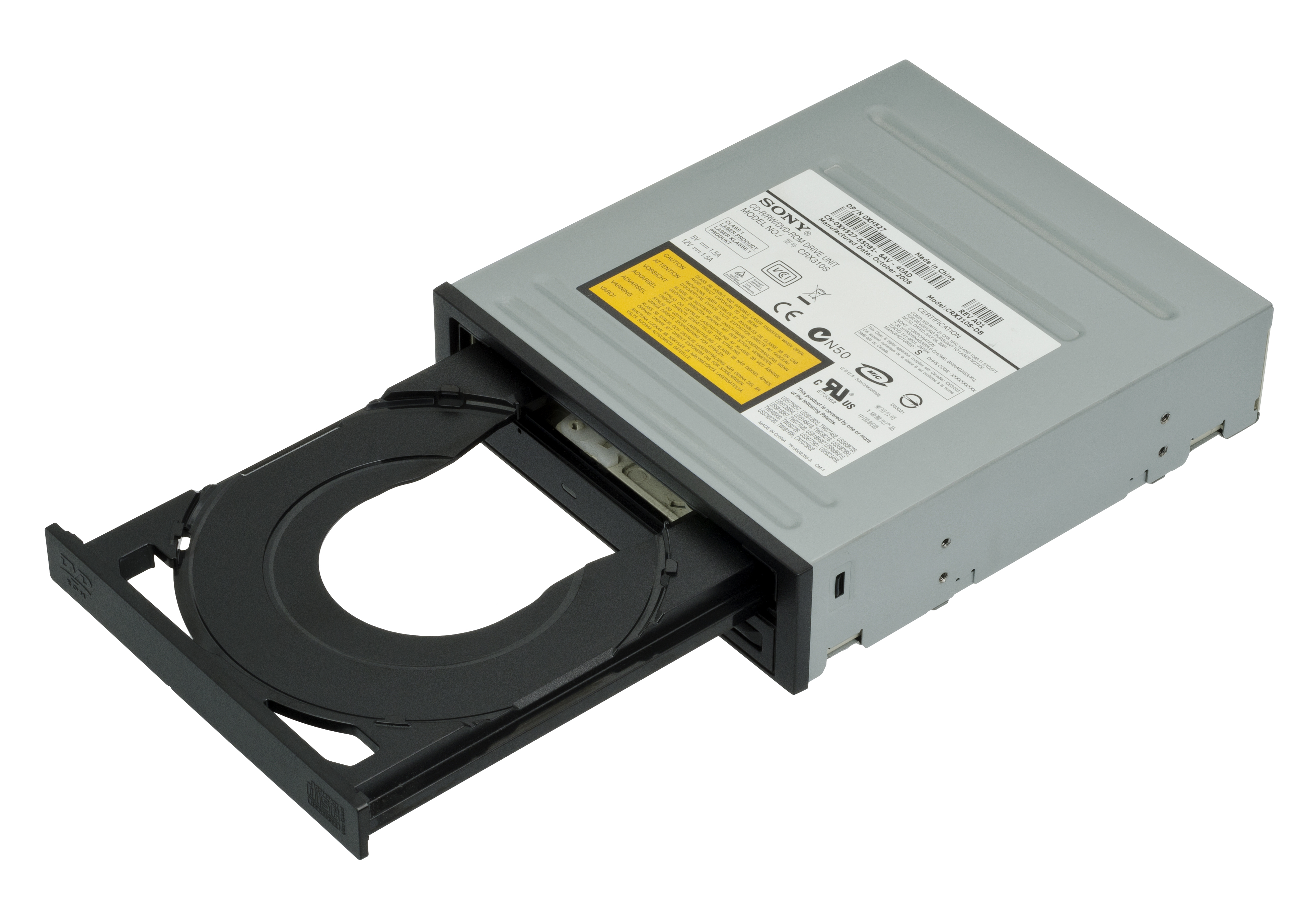
Masterizzatore CD e DVD

Un masterizzatore, in informatica ed elettronica, è un dispositivo hardware utilizzato per creare o duplicare Compact disc (CD) o DVD di dati, audio e/o video attraverso un processo di masterizzazione di tipo ottico su supporto di memorizzazione tramite un'ottica laser. Tali dispositivi hardware vennero immessi sul mercato a partire dagli anni novanta.

## Descrizione

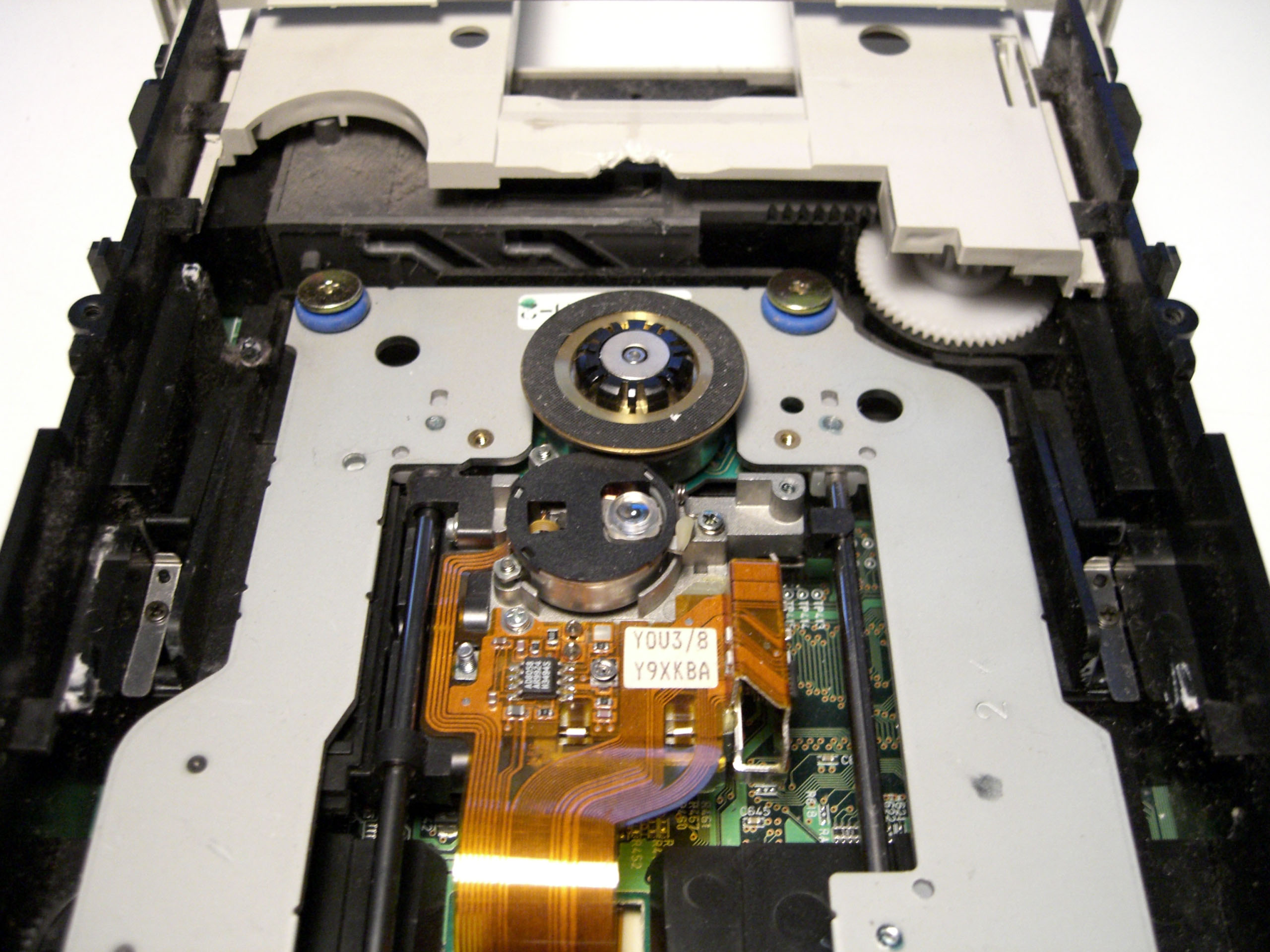
Ottica interna di un masterizzatore CD

È possibile utilizzare tali dispositivi per:
- Masterizzazione di CD-R/DVD-R/DVD+R, in cui la scrittura sul supporto è definitiva e come tale non più modificabile;
- Masterizzazione di CD-RW/DVD-RW/DVD+RW, o supporti riscrivibili, sui quali è possibile effettuare operazioni di cancellazione dei dati presenti all'interno degli stessi e quindi riutilizzo per nuove scritture.

Nel mercato dei masterizzatori vi è un'ulteriore ramificazione:
- Interni;
- Esterni;
- Interni/Esterni.

I masterizzatori interni sono collocati all'interno del case del computer, nell'alloggiamento da 5 pollici e 1/2 ed utilizzano diversi tipi di connessione (la cui differenza principale è il transfer rate): SCSI (ormai in disuso), EIDE o SATA. Quelli esterni, invece, vengono collegati all'esterno del computer tramite due tipi di porte: USB o Firewire. La prima soluzione è molto diffusa, grazie all'ampio successo della tecnologia USB 2.0 (transfer rate teorico massimo 480 Mbit/s), la seconda, ovvero la connessione Firewire (transfer rate teorico massimo 400 Mbit/s/IEEE1394 e 800 Mbit/s/IEEE1394b), meno.
Poiché le sessioni sui CD e sui DVD devono essere scritte in una sola passata, senza interruzioni, i masterizzatori dispongono di una certa quantità di buffer, ovvero di memoria interna temporanea, in cui memorizzare alcuni megabyte di dati prima di iniziare a scrivere. Nel caso il computer venga temporaneamente rallentato (ad esempio perché i file da scrivere sono molto frammentati), non riesca a fornire abbastanza dati al masterizzatore, quest'ultimo svuoterà progressivamente il buffer in modo da poter continuare a scrivere a velocità costante. Tuttavia se la velocità di scrittura è eccessiva ad un certo punto il buffer verrà inevitabilmente esaurito producendo un CD illeggibile.
Per far fronte a questo problema sono state sviluppate delle tecnologie che permettono al masterizzatore di modificare al volo la velocità di scrittura, adattandola alla velocità del flusso di dati in entrata; i sistemi più noti sono burn proof e safe link.
Esistono anche dei masterizzatori che funzionano sia in maniera interna che esterna; solitamente questo tipo di masterizzatore ha allacciata una scheda che fa da adattatore per il collegamento in maniera esterna, ma smontando questa scheda si può anche montare in un computer fisso facendo gli opportuni collegamenti.

## Compatibilità
| Tipo di periferica                 | Tipo di disco            | Tipo di disco | Tipo di disco | Tipo di disco             | Tipo di disco | Tipo di disco | Tipo di disco | Tipo di disco | Tipo di disco | Tipo di disco | Tipo di disco |
| Tipo di periferica                 | CD impresso (da matrice) | CD-R          | CD-RW         | DVD impresso (da matrice) | DVD-R         | DVD+R         | DVD-RW        | DVD+RW        | DVD+R DL      | DVD-RAM       | BD-R          |
| ---------------------------------- | ------------------------ | ------------- | ------------- | ------------------------- | ------------- | ------------- | ------------- | ------------- | ------------- | ------------- | ------------- |
| Lettore CD audio                   | Lettura                  | Lettura       | Lettura       | No                        | No            | No            | No            | No            | No            | No            | No            |
| Lettore CD-ROM                     | Lettura                  | Lettura       | Lettura       | No                        | No            | No            | No            | No            | No            | No            | No            |
| Masterizzatore CD-R                | Lettura                  | Scrittura     | Lettura       | No                        | No            | No            | No            | No            | No            | No            | No            |
| Masterizzatore CD-RW               | Lettura                  | Scrittura     | Scrittura     | No                        | No            | No            | No            | No            | No            | No            | No            |
| Lettore DVD-ROM                    | Lettura                  | Lettura       | Lettura       | Lettura                   | Lettura       | Lettura       | Lettura       | Lettura       | Lettura       | No            | No            |
| Masterizzatore DVD-R               | Lettura                  | Scrittura     | Scrittura     | Lettura                   | Scrittura     | Lettura       | Lettura       | Lettura       | Lettura       | No            | No            |
| Masterizzatore DVD-RW              | Lettura                  | Scrittura     | Scrittura     | Lettura                   | Scrittura     | Lettura       | Scrittura     | Lettura       | Lettura       | No            | No            |
| Masterizzatore DVD+R               | Lettura                  | Scrittura     | Scrittura     | Lettura                   | Lettura       | Scrittura     | Lettura       | Lettura       | Lettura       | No            | No            |
| Masterizzatore DVD+RW              | Lettura                  | Scrittura     | Scrittura     | Lettura                   | Lettura       | Scrittura     | Lettura       | Scrittura     | Lettura       | No            | No            |
| Masterizzatore DVD±RW              | Lettura                  | Scrittura     | Scrittura     | Lettura                   | Scrittura     | Scrittura     | Scrittura     | Scrittura     | Lettura       | No            | No            |
| Masterizzatore DVD±RW/DVD+R DL     | Lettura                  | Scrittura     | Scrittura     | Lettura                   | Scrittura     | Scrittura     | Scrittura     | Scrittura     | Scrittura     | No            | No            |
| Masterizzatore DVD-RAM             | Lettura                  | Scrittura     | Scrittura     | Lettura                   | Scrittura     | Scrittura     | Scrittura     | Scrittura     | Scrittura     | Scrittura     | No            |
| Masterizzatore Blu-Ray Super Multi | Lettura                  | Scrittura     | Scrittura     | Lettura                   | Scrittura     | Scrittura     | Scrittura     | Scrittura     | Scrittura     | Scrittura     | Scrittura     |